# Raimondo D'Inzeo
Raimondo D'Inzeo (8. února 1925 Poggio Mirteto – 15. listopadu 2013 Řím) byl italský reprezentant v jezdectví, specialista na parkurové skákání. Pocházel z dragounské rodiny, byl plukovníkem karabiniérů a na závodech vždy vystupoval v uniformě.
Byl prvním v historii, kdo startoval na osmi olympijských hrách (nepřetržitě v letech 1948 až 1976). Na domácí olympiádě v Římě vyhrál na koni Posillipo parkur před svým starším bratrem Pierem D'Inzeem (bylo to poprvé, kdy sourozenci získali v olympijském závodě první dvě místa; tento výkon zopakovali v roce 1984 sjezdaři Phil Mahre a Steve Mahre a v roce 2016 triatlonisté Alistair Brownlee a Jonathan Brownlee. Na LOH 1968 byl vlajkonošem italské výpravy.
Získal také dvě stříbrné medaile (jednotlivci a družstva 1956) a tři bronzové medaile (družstva 1960, 1964 a 1972). Na Světových jezdeckých hrách vyhrál v letech 1956 a 1960, byl druhý v roce 1955 a třetí v roce 1966, vyhrál osm závodů Grand Prix v jezdectví.
V roce 2015 získal hvězdu na Chodníku slávy italského sportu.